# Паладиль, Эмиль
Эмиль Паладиль (фр. Émile Paladilhe; 3 июня 1844, Монпелье — 6 января 1926, Париж) — французский композитор.
В десятилетнем возрасте был принят в Парижскую консерваторию, где учился у Антуана Франсуа Мармонтеля (фортепиано), Франсуа Бенуа (орган) и Фроманталя Галеви (композиция и контрапункт). В 1860 г. стал самым юным лауреатом в истории Римской премии, представив на конкурс кантату «Иван IV».
Из обширного наследия Паладиля наибольший успех выпал на долю оперы «Родина!» (фр. Patrie!; 1886) и оратории «Святые Марии Морские» (фр. Les Saintes Maries de la Mer; 1892). Помимо ряда других опер, Паладилю принадлежит также значительный корпус церковной музыки; утверждается, что композитор умер непосредственно по завершении своего последнего сочинения — мотета «Tu es Petrus».

## Три минуты славы Эмиля Паладиля
Эмиль Паладиль в течение всей своей жизни являлся до мозга костей профессиональным и академическим музыкантом. Его повседневное общение, его связи и знакомства, его родственники и приятели — практически все происходили из академических музыкальных, театральных и художественных кругов. И все его успехи, и все неудачи были также в полной мере академическими. Можно даже сказать, что вся его композиторская карьера почти прямым образом отражала состояние музыкальной Академии и положение консерваторских консервативных кругов в музыкальной жизни Парижа и Франции — от расцвета через кризис к полному упадку начала XX века, когда Академия, располагавшаяся в бывшем дворце кардинала Мазарини, стала синонимом ретроградности, косности и противодействия всему новому в искусстве.
— Первый момент славы Паладиль пережил, немного не достигнув возраста 16 лет. Поступив в парижскую консерваторию десятилетним мальчиком, спустя шесть лет, в 1860 году, он получил Большую Римскую Премию за свою кантату «Иван IV». Во многом премия оказалась в его руках благодаря покровительству и благосклонности своего маститого учителя Шарля Гуно и сочувствию молодого, но уже авторитетного Камиля Сен-Санса. За всю историю вручений этой композиторской премии — он стал самым юным её лауреатом. 16 лет — это был абсолютный рекорд. Последующие за этим торжественным событием три года, как обязательно полагалось для каждого римского стипендиата, Паладиль провёл на вилле Медичи. Вместе с ним на Вилле в то же время находились и другие лауреаты Римской премии разных лет, художники и композиторы. Среди них особенно следует отметить троих: Жоржа Бизе, римского стипендиата 1857 года, Эрнеста Гиро, будущего преподавателя гармонии, инструментовки и главу кафедры композиции консерватории, получившего награду годом раньше и, наконец, Теодора Дюбуа, будущего директора парижской консерватории, награждённого годом позднее, чем сам Паладиль… Запомним последние две фамилии…
— Второй момент славы столкнул и навсегда связал имя Эмиля Паладиля с Эриком Сати, тогда ещё молодым и экстравагантным музыкантом, другом Клода Дебюсси и смелым первооткрывателем импрессионизма в музыке. Впоследствии своими дерзкими экспериментами Эрик Сати опередит и определит развитие французской музыки на добрых полвека вперёд. Однако теперь — он только одиозный и мало кому известный музыкант со странными взглядами и диковатым характером. 6 мая 1892 года — умер композитор Эрнест Гиро, член французского института и Академик, из класса которого Эрик Сати был исключён всего годом ранее. Таким образом освободилось вожделенное для многих кресло Академика музыки, дававшее пожизненный статус и доход. В июне 1892 года состоялся как всегда закрытый конкурс на право занять место Эрнеста Гиро, ставшее вакантным. Среди претендентов на освободившееся кресло значились имена Эрика Сати и — Эмиля Паладиля. Спустя двадцать лет в своей знаменитой статье «Три кандидатуры одного меня» Сати так описал эту историю:

«… Я трижды был кандидатом в Высочайшее Собрание, открыто претендуя на кресло Эрнеста Гиро, Шарля Гуно и Амбруаза Тома. Без какого-либо основания, господам Паладилю, Дюбуа и Леневе было отдано предпочтение. И это причинило мне много страданий.
…Не нужно быть слишком наблюдательным, чтобы понять: действительные члены Академии Изящных Искусств, в отличие от моей персоны, достигая желаемого членства, пользовались упрямством и настойчивостью, не поддающимися разумному учёту. И это причинило мне много страданий.
…Во время выборов мсье Паладиля мои друзья говорили: „Оставьте, зато потом он проголосует за Вас, Мэтр. Теперь его голос будет обладать весом“. У меня не было ни его избирательного голоса, ни его веса. И это причинило мне много страданий…» — ( Эрик Сати, Мемуары страдающего амнезией, «Три кандидатуры одного меня», 1912)
Удачливый конкурент, заняв место Эрнеста Гиро и оттеснив Эрика Сати, Паладиль до конца жизни обеспечил себе вес и положение в профессиональных кругах, а также стабильный доход, никак не связанный с композиторским трудом или творческой активностью. Это было несомненным успехом мсье Паладиля. Но одновременно это событие стало второй точкой его исторической славы. Ибо этим он известен — до сих пор.

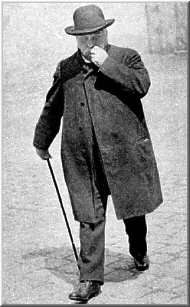
Эмиль Паладиль в июне 1909 года («Музыка», июль 1909)

— И третий момент славы Эмиля Паладиля навсегда связал его с блестящим именем восходящего Мориса Равеля. Три раза Равель участвовал в конкурсе на получение Римской Премии: в 1901, 1902 и 1903 году. Первый раз он проиграл состязание Андре Капле (получив так называемую «Малую римскую премию»), второй раз — ученику профессора Шарля Леневе с блестящим композиторским именем Эме Кунцу, и наконец, в третий раз его затмевает композитор по имени Рауль Лапарра, также ученик Леневе. В 1904 году Равель воздерживается от участия в конкурсе, чтобы собраться с силами для последней попытки в 1905 году. В дальнейшем он уже не мог претендовать на соискание премии ввиду того, что приближался к установленному для участников конкурса предельному возрасту — тридцати годам. Наконец, в 1905 году Морис Равель, уже широко исполняемый и известный в Париже музыкант-новатор (по совету симпатизировавшего ему Габриэля Форе) ещё раз просит допустить его к конкурсу. И в результате этого четвёртого выдвижения разражается так называемое «скандальное дело Равеля», немало укрепившее славу молодого музыканта и одновременно, покрывшее окончательной исторической позолотой образ Эмиля Паладиля… Равель получает уклончивый отказ в допущении к конкурсу с формальной ссылкой на возрастные ограничения (которые к тому моменту ещё не наступили) и таким образом не смог поставить свой возрастной рекорд получения Римской Премии (в противовес Паладилю). Равель не стал самым старшим (или старым) лауреатом Римской Премии. Однако истинная причина недопущения его к конкурсу лежала в раздражении членов жюри его «разрушительной» деятельностью, вернее говоря, импрессионистской эстетикой его ярких произведений, к тому времени уже пользовавшихся известностью (к примеру, уже много раз была исполнена его знаменитая «Игра воды»). Комментируя решение жюри, Паладиль ворчал: «Мсье Равель волен считать нас бездарными рутинёрами, но пусть не думает, что нас можно принимать за дураков…» Это решение Музыкального совета Академии искусств, в состав которого входили композиторы Ксавье Леру, Жюль Массне, Эмиль Паладиль, Эрнест Рейер, Шарль Леневе и директор консерватории Теодор Дюбуа, вызвало целую бурю негодования и протестов среди музыкантов и около-музыкальной печати. Скандал приобрел особенно острый, «коррупционный» характер, когда кроме всего прочего выяснилось, что абсолютно все кандидаты на Большую Римскую Премию, допущенные к конкурсу 1905 года — являлись учениками одного и того же профессора — Шарля Леневе.
«Беспрецедентный цинизм жюри!», «Позорное решение пристрастных судей!» — примерно под такими заголовками большинство парижских газет печатало возмущённые отклики композиторов, писателей, художников и просто любителей музыки. Сам Равель, впрочем, воспринял решение академиков внешне спокойно и почти не высказывался по этому поводу. Но известный музыкальный критик Жан Марно, все симпатии которого находились в сфере постепенно набирающего силу импрессионизма, выступил с разгромной статьёй, кончавшейся следующей гневной тирадой:

«…Ради будущего французской музыки пришло время наконец разогнать эту клику педантов, лицемеров и жуликов, этих трёх ослов — Паладиля, Дюбуа и Леневе!..» — (Jean Marnold, «le Temps», 15 mai 1905)
И опять, спустя десять лет мы снова видим перед собой те же самые три фамилии — и в том же самом порядке. Сати и Марно, люди совершенно не схожие, не близкие и временами даже враждебные друг другу, не сговариваясь произнесли одни и тот же набор слов: «Паладиль, Дюбуа и Леневе». И набор этот по существу не был случайным, но представлял собой собрание трёх символов: «Академия, Консерватория и Профессура» — вот что значили по существу три этих имени. Картина имела вид более чем наглядный. Все трое, севшие на кресла Гиро, Гуно и Тома, и те же трое, занявшие место Сати… Скандал получил настолько широкий общественный резонанс, что содействовал не только резкому повышению авторитета и популярности самого Мориса Равеля, но и некоторому обновлению музыкальной жизни Парижа. В результате — многолетний директор консерватории, консерватор и ретроград Теодор Дюбуа был вынужден уйти со своего поста. На его место был назначен Габриэль Форе. Этим было положено начало нового времени в парижской консерватории, несколько освежившей затхлую атмосферу этого учреждения.